# Verkehrszentrum (Deutsches Museum)
Das Verkehrszentrum ist eine seit 2003 bestehende Außenstelle des Deutschen Museums in München, das hier seine Ausstellungen zum Thema Landverkehr zeigt.

## Geografische Lage
Das Verkehrszentrum befindet sich in drei historischen Hallen der Alten Messe München auf der Theresienhöhe (Am Bavariapark 5).

## Ausstellung
Das Verkehrszentrum zeigt Exponate zum Thema Verkehr und Mobilität. Eröffnet wurde es im Mai 2003 mit der Halle III Mobilität und Technik, im Oktober 2006 folgten die Halle I Stadtverkehr und Halle II Kultur des Reisens. Im Oktober 2011 wurde nach zweijähriger Bauzeit die neu errichtete Eingangshalle mit angeschlossenen Büros, kleinem Vortragssaal, Besucher-Foyer, Kassenbereich und Museumsladen eröffnet.
Auf 12.000 Quadratmetern werden zahlreiche Fahrzeuge, unter anderem Kraftfahrzeuge, Lokomotiven, Personenwagen, Fahrräder und Straßenbahnen gezeigt. Die Ausstellungen sind thematisch gegliedert und sollen den Verkehr konzeptionell als Netzwerk und in allen seinen wirtschaftlichen, politischen und gesellschaftlichen Zusammenhängen darstellen. Die Dauerausstellung zeigt:
- Stadtverkehr (Halle I)
- Reisen (Halle II)
- Mobilität und Technik (Halle III)

In Halle III ist auch ein Meilenstein der Technikgeschichte, der Benz Patent-Motorwagen Nummer 1, das erste moderne Automobil der Welt mit Verbrennungsmotor aus dem Jahr 1886 ausgestellt.
Daneben zeigt das Museum Sonderausstellungen. Zudem kooperiert das Verkehrszentrum mit der Lokwelt Freilassing, einem Eisenbahnmuseum in einem denkmalgeschützten Rundlokschuppen in Freilassing. Dort werden weitere Lokomotiven aus dem Bestand des Deutschen Museums gezeigt.

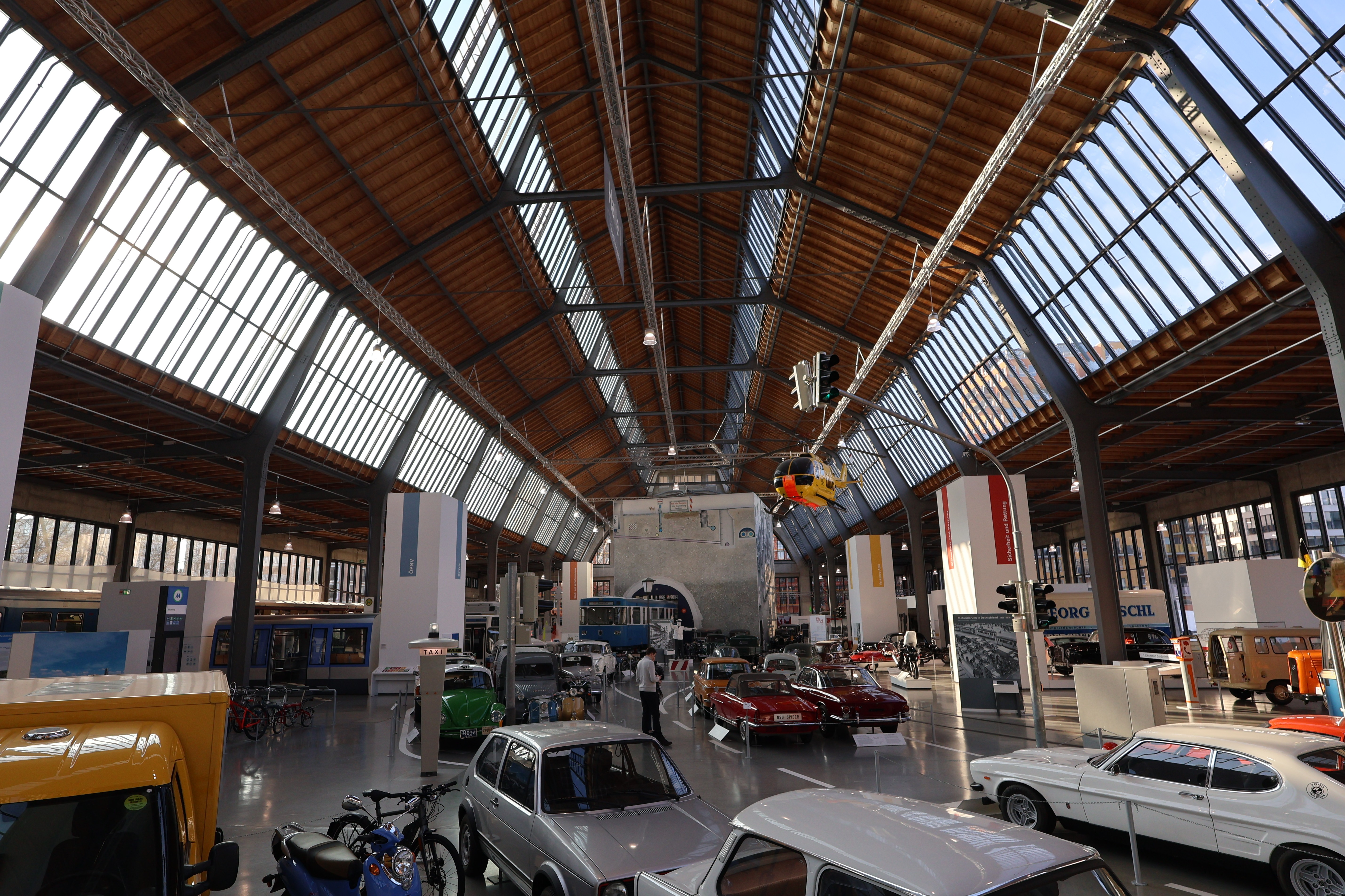
Halle I
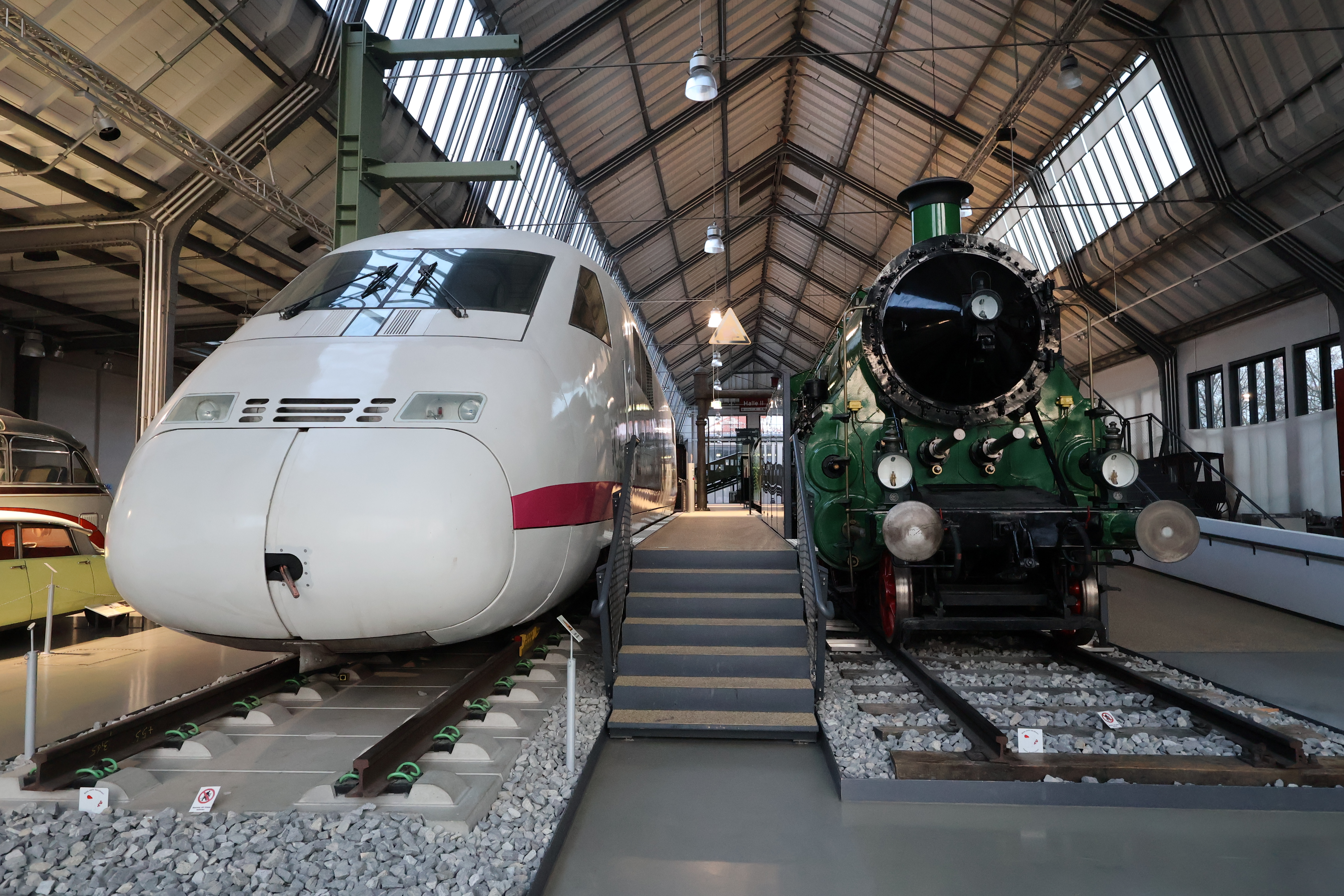
Halle II
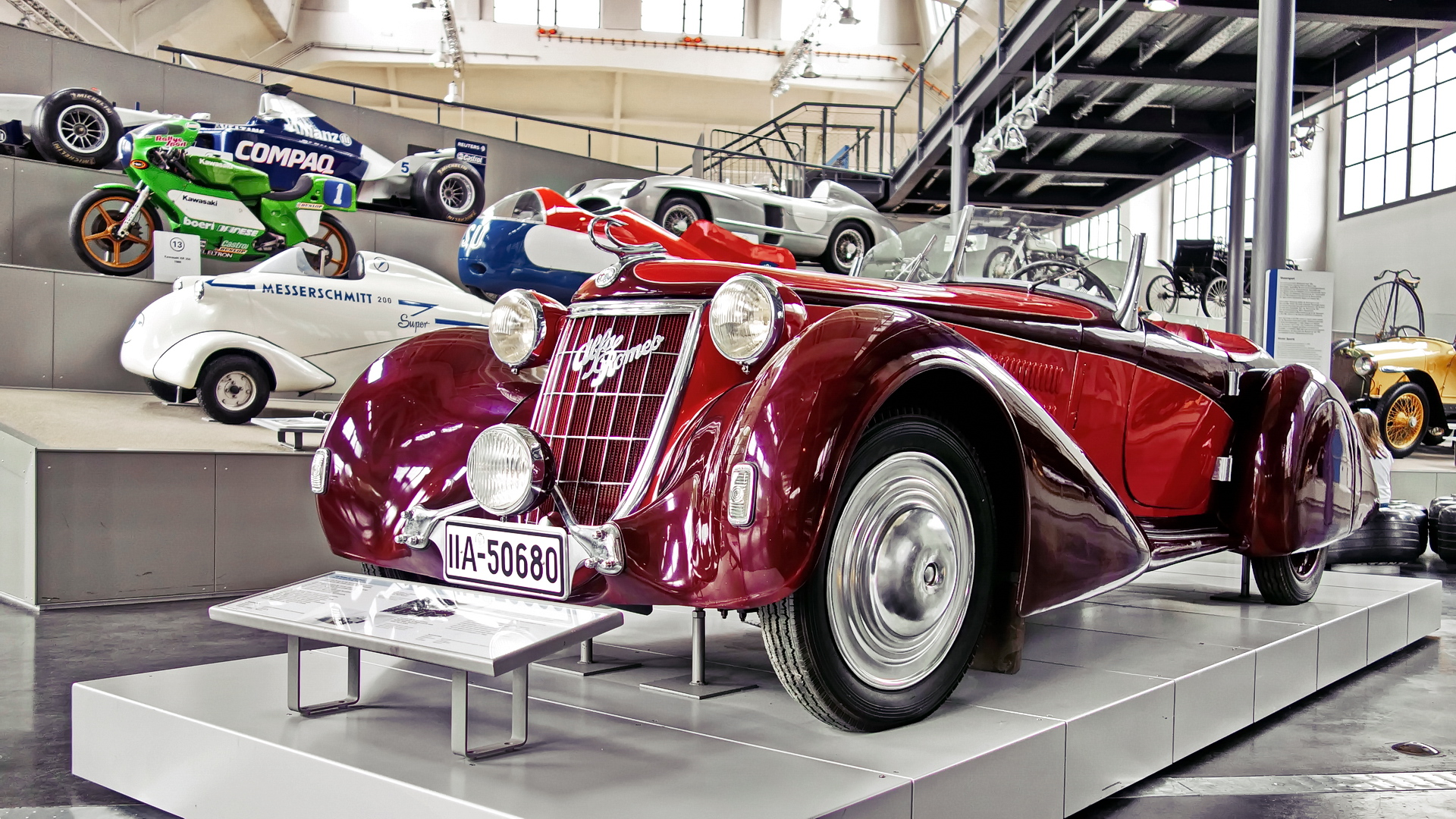
Halle III

## Sonderausstellungen

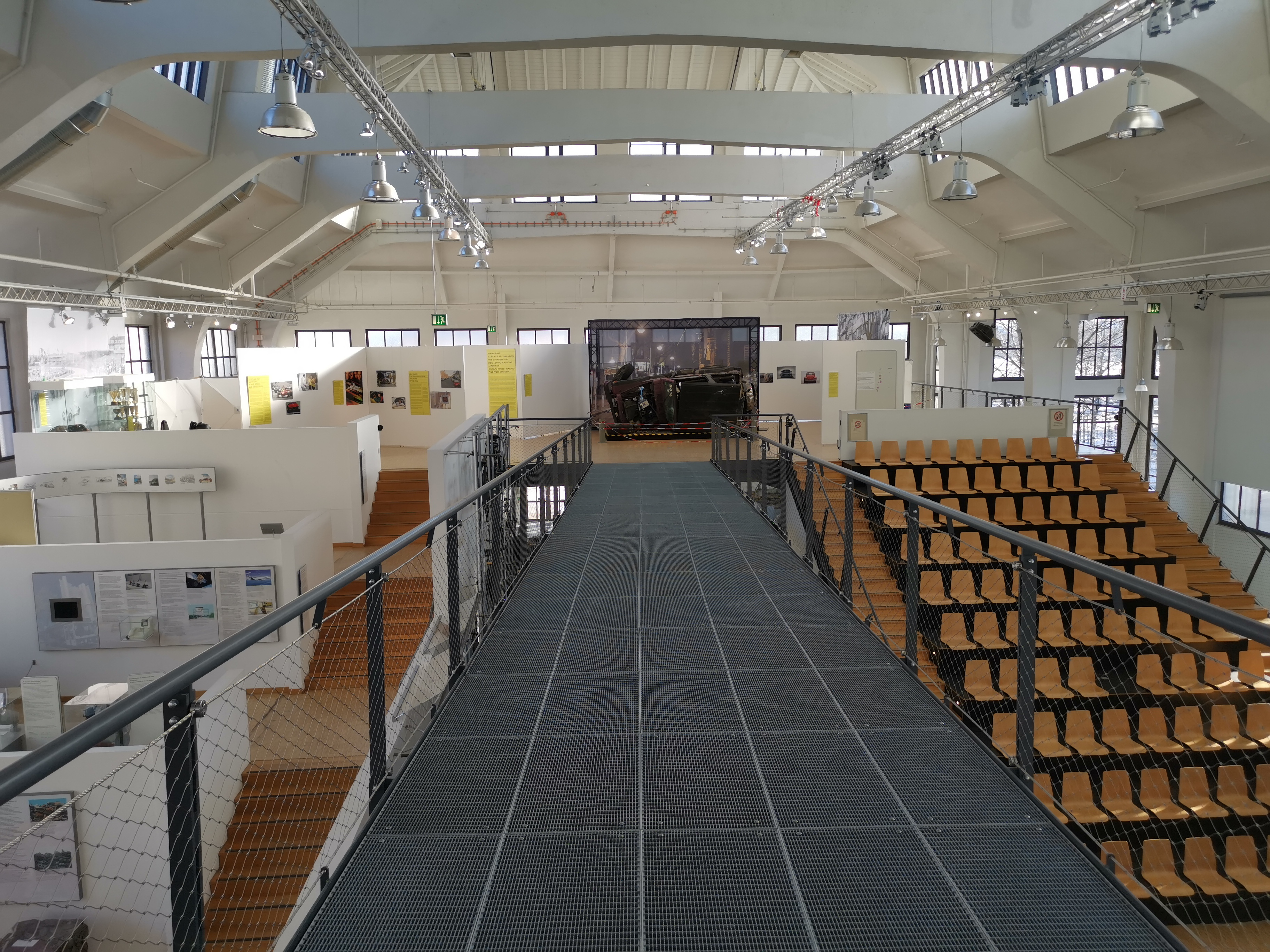
Halle III mit Fläche für Sonderausstellungen.

Auf der Galerie in der Halle III und in Halle I finden regelmäßig Sonderausstellungen statt. Im Zeitraum vom 26. Mai 2023 bis zum 20. Mai 2024 wurde die Sonderausstellung Wahnsinn Illegale Autorennen gezeigt. Die aktuelle Sonderausstellung lautet Dünnes Eis – Komm mit auf Klima-Expedition! und läuft vom 22. November 2024 bis 8. November 2025.

## Ausstellungshallen
Die drei Ausstellungshallen wurden 1906 von Wilhelm Bertsch entworfen, ab 1907 errichtet und am 16. Mai 1908 als Teil der Messe München eröffnet. Es handelt sich um Gebäude aus Eisenbeton. Heute sind es Baudenkmäler nach dem Bayerischen Denkmalschutzgesetz.
In der als Neue Musik-Festhalle errichteten heutigen Halle I fand am 12. September 1910 die Uraufführung der 8. Sinfonie von Gustav Mahler statt, 1936 ein stark besetztes Schachturnier für Ländermannschaften.